# New York Nights
New York Nights is een Amerikaanse misdaadfilm uit 1929 onder regie van Lewis Milestone.

## Verhaal
Het koormeisje Jill Deverne is getrouwd met een componist met een drankprobleem. Hij bedriegt haar en zij zoekt troost bij een theaterproducent. Als een dronken gokverslaafde zich aan haar wil vergrijpen, schiet de producent hem dood.

## Rolverdeling
| Acteur         | Personage    |
| -------------- | ------------ |
| Norma Talmadge | Jill Deverne |
| Gilbert Roland | Fred Deverne |
| John Wray      | Joe Prividi  |
| Lilyan Tashman | Peggy        |
| Mary Doran     | Ruthie Day   |
| Roscoe Karns   | Johnny Dolan |